# Страхов, Даниил Александрович
Дании́л Алекса́ндрович Стра́хов (род. 2 марта 1976, Москва) — российский актёр театра и кино, лауреат премии Правительства РФ (2010). Актёр телесериалов «Бедная Настя», «Дети Арбата», «Грозовые ворота», «Исаев», фильмов «Перегон», «Знахарь» и др.

## Биография
Родился 2 марта 1976 года в Москве. Имя сыну дал отец в честь князя Даниила Романовича Галицкого. Отец — Александр Страхов, российский поэт, филолог, учёный-этнолингвист (с 1989 года жил в Бостоне (США), там же умер 27 января 2021 года), мать — Елена Соловьёва, психотерапевт, частный практик, создатель авторской школы гештальт-терапии, сооснователь школы для профессиональных психотерапевтов «Школа Криндачей» (умерла 3 августа 2021 года). Есть единокровная сестра Елизавета (род. 1984), которая тоже проживает в США.
В роду Страхова было много священников. Дед актёра был старшим инженером, но всю жизнь увлекался живописью, бабушка была аэрогеологом. По отцовской линии у Даниила Страхова есть предки среди амурских казаков.
Родители развелись, когда Страхов был ребёнком. Его воспитывали бабушка и дед. Увлекался литературой и математикой. Во время учёбы в школе занимался в театральном кружке. Учился также в экспериментальной «Школе самоопределения» при Академии педагогических наук (на базе московской общеобразовательной школы № 734) под руководством Александра Наумовича Тубельского. А перед поступлением в театральный институт родители наняли сыну репетитора — актёра Театра на Малой Бронной Олега Вавилова.

## Карьера
В 1993 году, окончив среднюю школу № 734 (г. Москва, Сиреневый бульвар, д. 58а), поступил на актёрский факультет Школы-студии МХАТ. Проучившись год на курсе Авангарда Леонтьева, он перевёлся в Щукинское училище на курс Евгения Рубеновича Симонова.
В 1996 году, будучи студентом театрального института, дебютировал в кино, снявшись в эпизодической роли в фильме-гротеске Бориса Бланка «Карьера Артуро Уи. Новая версия» по пьесе Бертольта Брехта.
В 1997 году, сразу после окончания Высшего театрального училища имени Бориса Щукина, был приглашён в Московский драматический театр имени Н. В. Гоголя на главную роль Николая Аблеухова в спектакль «Петербург» по одноимённому роману Андрея Белого. В Театре имени Гоголя проработал до 1999 года.
С января 1999 до декабря 2001 года сотрудничал с Театром имени Моссовета и Московским драматическим театром под руководством Армена Джигарханяна.
В период с января 2001 по декабрь 2003 и с января 2009 по июнь 2021 год Страхов являлся актёром Московского драматического театра на Малой Бронной.
С января 2000 года по декабрь 2004 год сыграл в телевизионных сериалах: «Маросейка, 12», «Пятый угол», «Главные роли», «Всегда говори „всегда“», «Бригада», «Женская логика 2», «Евлампия Романова. Следствие ведёт дилетант», «Дети Арбата» и других.
В 2004 году исполнил одну из главных ролей (барон Корф) в исторической теленовелле «Бедная Настя», принёсшую ему зрительскую популярность.
В 2006 году приказом министра обороны РФ «за воспитание доблести, патриотизма и уважения к людям военных профессий» в числе всего коллектива фильма, награждён медалью «За укрепление боевого содружества» Министерства обороны Российской Федерации за исполнение роли старшего лейтенанта Панкратова в военной драме «Грозовые ворота». Награды актёрам и членам съёмочной группы в канун празднования Дня Победы вручил министр обороны РФ Сергей Иванов.
В 2009 году известность актёру принесла главная роль молодого Штирлица (советского разведчика Максима Максимовича Исаева) в телесериале «Исаев» режиссёра Сергея Урсуляка. Для этой роли Страхов набрал 10 кг веса и тренировался в спортзале. После съёмок он сбросил лишние килограммы.
В 2013 году снялся в клипе группы «Вельвеt» на песню «Без меня».
Летом 2021 года Страхов покинул театр на Малой Бронной.

## Личная жизнь
Женат на актрисе Марии Леоновой (род. 6 августа 1974). Детей нет.

## Творчество

### Театральные работы
- театр им. Гоголя (1997—2004): «Петербург» — Николай Аблеухов
- театр им. Моссовета (1999): «Двенадцатая ночь» — Себастьян
- театр им. Моссовета (1999): «Венецианский купец» — марокканский принц
- Международный проект в постановке Андрея Житинкина по пьесе Михаила Волохова для фестиваля авангарда в Сант-АмандМоронд (Франция) и театра студии Рене Герра в Париже (2000): «Вышка Чикатило» — Чикатило
- учебный театр ГИТИСа (2001), (2005): «Безотцовщина /Платонов/» — Михаил Платонов
- театр на Малой Бронной (2001): «Портрет Дориана Грея» — Дориан Грей
- театр Армена Джигарханяна (2001): «Театр-убийца» — Саймон Гаскойн (Simon Gascoyne)
- театр на Малой Бронной (2002): «Калигула» — Калигула
- продюсерский центр «Новый глобус» (2004): «Ромео и Джульетта» — Парис в постановке режиссёра Роберта Стуруа.
- Театральное агентство «Арт-партнёр XXI» (2005): «Приворотное зелье» — Каллимако
- Продюсерский центр «Оазис» (2009): «Вокзал на троих» — он
- Московский театр «Мастер» (2009): «Почтальон всегда звонит дважды» — Фрэнк Чамберс (Frank Chambers)
- Театр на Малой Бронной (2009): «Варшавская мелодия» — Виктор
- Проект «Театральный марафон» (2010): «Идеальный муж» — Лорд Артур Горинг (Lord Arthur Goring)
- Театр на Малой Бронной (2010): «Ревизор» — Иван Александрович Хлестаков
- Театр «Et Cetera» (2012): «Драма на охоте» — Сергей Камышёв
- САМи — Содружество актёров и музыкантов (2015): «Магия музыки, магия слова» — литературно-музыкальный спектакль
- Театральная компания «Маскарад» (2015): «Мужской аромат. Оркестр» — пианист
- САМи — Содружество Актёров и Музыкантов… (2017): «Онегин» — Онегин
- Театр на Малой Бронной (2018): «Макбет» — Макбет
- САМи — Содружество Актёров, Музыкантов и … (2020): «Культурное вторжение»

### Фильмография
| Год       |   | Название                                                                    | Роль |  |
| 1996      | ф | Карьера Артуро Уи. Новая версия                                             | Инна |  |
| 1999      | с | Будем знакомы!                                                              | Вадим |  |
| 2000      | с | Маросейка, 12 Ставок больше нет \| Фильм № 2                                | Толик Шаткевич |  |
| 2001      | ф | Новогодние приключения                                                      | Сергей, друг Гали |  |
| 2001      | с | Пятый угол                                                                  | Эдик |  |
| 2001      | ф | Северное сияние                                                             | Вадим |  |
| 2001      | с | Сыщики-1 Фильм 4. Исчезнувший Адонис                                        | Славик, он же Эдик, он же Алик, он же Лёлик, кличка «Натура» |  |
| 2002      | с | Бригада (шестая серия)                                                      | Виталий Сухотский, друг Оли Суриковой |  |
| 2002      | с | Виллисы                                                                     | менеджер |  |
| 2002      | с | Главные роли                                                                | Сэнди |  |
| 2002      | с | Женская логика 2                                                            | Дмитрий Ткаченко, пианист в ресторане |  |
| 2003-2006 | с | Всегда говори «всегда»                                                      | Дмитрий Грозовский |  |
| 2003      | с | Евлампия Романова. Следствие ведёт дилетант. Фильм 1. Маникюр для покойника | Михаил Романов, муж Евлампии |  |
| 2003      | с | Лучший город Земли                                                          | Антон, сын Беляева |  |
| 2003-2004 | с | Бедная Настя                                                                | Владимир Корф, барон |  |
| 2004      | с | Дети Арбата                                                                 | Юрий Шарок |  |
| 2004      | с | Звездочёт                                                                   | Виктор Костромитин, потомственный разведчик |  |
| 2004      | с | Торгаши                                                                     | Никита Икушкин |  |
| 2005      | с | Талисман любви                                                              | Даниил Дронов, потомственный авантюрист и путешественник |  |
| 2006      | с | Грозовые ворота                                                             | Панкратов, старший лейтенант |  |
| 2006      | ф | Жаркий ноябрь                                                               | Олег Радин |  |
| 2006      | ф | Перегон                                                                     | Сергей Михайлович Лесневский |  |
| 2007      | ф | Джоконда на асфальте                                                        | Кирилл |  |
| 2007      | с | Любовь на острие ножа                                                       | Александр Логинов |  |
| 2007      | ф | Натурщица                                                                   | Андрей Позднышев |  |
| 2007      | с | Судебная колонка                                                            | Антон Никитин, следователь городской прокуратуры |  |
| 2008      | ф | Блаженная                                                                   | Роман |  |
| 2008      | ф | Игра                                                                        | Азис, предприниматель |  |
| 2008      | ф | Мы из будущего                                                              | Алексей Дёмин, старший лейтенант |  |
| 2009      | с | Исаев                                                                       | Всеволод Владимиров, он же Максим Исаев |  |
| 2009      | с | Ловушка                                                                     | Станислав Герман, психоаналитик |  |
| 2009      | ф | Правосудие волков                                                           | Мика Поляков в молодости / Альфред |  |
| 2011      | ф | Генералы против генералов                                                   | ведущий |  |
| 2011      | с | Инкассаторы                                                                 | Вадим Стрельцов, бывший спецназовец, внедрённый в группу инкассаторов |  |
| 2011      | с | На край света                                                               | Эдуард Иволгин |  |
| 2011      | с | Немец (Беларусь)                                                            | Антон Ушаков, бизнесмен, совладелец ресторана в Москве |  |
| 2011      | с | Товарищи полицейские Циркач. 13 отдел.                                      | Леонид, фокусник, вор по прозвищу «Циркач» |  |
| 2012      | ф | Апофегей                                                                    | Валерий Чистяков |  |
| 2012      | с | Зоннентау                                                                   | Виктор Старостин («Шульц»), чёрный археолог |  |
| 2012      | с | Наружное наблюдение                                                         | Евгений Камышин («Камыш») |  |
| 2012      | с | Принцип Хабарова                                                            | Андрей Ершов, майор полиции |  |
| 2013      | с | Цезарь                                                                      | Денис Звягин, капитан полиции |  |
| 2014      | с | Обнимая небо                                                                | Андрей Владимирович Луговой, подполковник авиации, лётчик-испытатель, отец Жени |  |
| 2014      | с | Поиски улик                                                                 | Артём Александрович Сергеев, эксперт-криминалист |  |
| 2014      | ф | Розыгрыш                                                                    | Игорь Хрусталёв |  |
| 2014      | ф | Холодный расчёт                                                             | Игорь Стрельников, бизнесмен |  |
| 2015      | ф | Леди исчезают в полночь                                                     | Артём Лавров |  |
| 2015      | с | Ленинград 46 Последняя надежда \| Фильм № 7                                 | Борис Земляков, сбежавший из пермской тюрьмы рецидивист, главарь залётной банды «циркачей» |  |
| 2015      | с | Семейный альбом                                                             | Виктор Ляпунов, внешторговец |  |
| 2015      | с | Фарца                                                                       | Геннадий Фёдорович Шпаликов, советский поэт |  |
| 2016      | ф | Накануне                                                                    | Олег |  |
| 2016      | ф | Правда Саманты Смит                                                         | Артур Смит |  |
| 2017      | с | Про Веру                                                                    | Максим Валентинович Плетнёв, бизнесмен |  |
| 2018-2021 | с | Знахарь                                                                     | Павел Александрович Андреев, врач — нейрохирург Национального медицинского исследовательского центра имени А. Н. Бакулева в Санкт—Петербурге / Алексей Васильевич Колесников, санитар в участковой больнице № 2 в селе Ягодном |  |
| 2019      | с | Неопалимая купина                                                           | Валентин, офицер—артиллерист |  |
| 2019      | с | Сашкина удача                                                               | Сергей Крупинин, главврач детского реабилитационного центра |  |
| 2020      | с | Капкан для монстра                                                          | Сергей Ковалёв, следователь Московского СК |  |
| 2021      | с | Курорт цвета хаки                                                           | Алексей Стрельцов |  |
| 2022      | ф | Аманат                                                                      | Мамонов |  |
| 2022      | с | Наследники (в производстве)                                                 | |  |
| 2022      | с | Стюардесса (в производстве)                                                 | Жданов |  |
| 2022      | с | Комплекс бога                                                               | Владимир Александрович Нестеров, бизнесмен |  |
| 2025      | с | Гипнозис                                                                    | Белозеров |  |

### Озвучивание
- 2007 — Война и мир — Андрей Болконский (роль итальянского актёра Алессио Бони)

## Награды
- 1998 — приз театрального фестиваля «Московские дебюты» «За лучшую мужскую роль» в спектакле «Петербург» (Николай Аблеухов) по одноимённому роману Андрея Белого на сцене Московского драматического театра имени Н. В. Гоголя в постановке Сергея Голомазова[2].
- 2001 — номинант российской театральной премии «Чайка» в номинации «Роковой мужчина» за роль Дориана Грея в спектакле «Портрет Дориана Грея» по одноимённому роману Оскара Уайльда на сцене Московского драматического театра на Малой Бронной[2].
- 2002 — приз Международного фестиваля театральных школ в Варшаве «За лучшую мужскую роль» в спектакле «Безотцовщина» (Михаил Платонов) на сцене Учебного театра ГИТИСа[2].
- 2002 — номинант премии Московского международного телевизионно-театрального фестиваля «Молодость века»[2].
- 2006 — приз председателя жюри Элины Быстрицкой Международного фестиваля актёров кино «Созвездие» Гильдии актёров кино России — за роль капитана Лисневского в фильме «Перегон»[2].
- 2006 — медаль «За укрепление боевого содружества» Министерства обороны Российской Федерации — «за воспитание доблести, патриотизма и уважения к людям военных профессий» (за исполнение роли старшего лейтенанта Панкратова в военной драме «Грозовые ворота»)[5].
- 2009 — лауреат второй премии ФСБ России в номинации «Актёрская работа» за исполнение роли молодого Штирлица (Максима Исаева) в телесериале «Исаев»[7].
- 2020 — лауреат премии «Звезда театрала» в номинации «Лучшая роль театрального актёра в кино» за исполнение роли талантливого нейрохирурга Павла Андреева в сериале «Знахарь»[8].
- 2022 — Заслуженный артист Республики Дагестан за заслуги в области культуры и искусства, активное участие в создании художественного фильма «Аманат»[9].
- 2025 — Премия «Фигаро»[10]

## Происшествия
2 января 2014 года, управляя автомобилем марки «Volvo», Страхов совершил столкновение с мотоциклом «Урал», в результате которого водитель мотоцикла и его пассажир получили переломы. Актёр сам вызвал на место аварии скорую медицинскую помощь и полицию. ДТП произошло на перекрёстке в посёлке Елатьма Касимовского района Рязанской области.
Вечером 31 октября 2018 года примерно в 19:30 (МСК) Даниил Страхов во дворе своего дома столкнулся с сотрудником частной итальянской медклиники, вышедшим на перекур прямо под окна квартиры артиста. На замечание Страхова молодой человек не отреагировал, продолжив курить. Во время словесной перепалки он был облит водой. Далее завязалась потасовка, в которой актёр получил травмы различной степени тяжести. По некоторым данным, оппонентом Страхова оказался сын бывшего военного атташе посольства Италии в России.